# Hauts-de-Seine
Hauts-de-Seine (wymowaⓘ [odˈsɛn]) – francuski departament położony w regionie Île-de-France, w zachodniej części aglomeracji paryskiej. Departament oznaczony jest liczbą 92. Departament został utworzony 1 stycznia 1968 roku. Ośrodkiem administracyjnym (prefekturą) departamentu Hauts-de-Seine jest miasto Nanterre.
Według danych na rok 2012 liczba zamieszkującej departament ludności wynosi 1 572 490 os. (8934 os./km²); powierzchnia departamentu to 176 km².
PKB wytwarzane w departamencie Hauts-de-Seine szacuje się na ok. 90 miliardów euro tj. dwukrotnie więcej niż PKB kraju wielkości Litwy.
Przewodniczącym rady generalnej departamentu był w latach 2004–2007 Nicolas Sarkozy. Po jego rezygnacji w związku z wyborem na prezydenta Francji funkcję tę objął Patrick Devedjian.
Liczba okręgów (arrondissements): 3
Liczba kantonów: 45
Liczba gmin: 36 (lista)

## Miejscowości
Miejscowości departamentu (w nawiasach liczba ludności w 2021 roku):

- Boulogne-Billancourt (119 808)
- Nanterre (97 351)
- Asnières-sur-Seine (89 662)
- Colombes (88 870)
- Courbevoie (81 516)
- Rueil-Malmaison (78 186)
- Issy-les-Moulineaux (68 580)
- Levallois-Perret (68 009)
- Clichy (64 849)
- Antony (63 232)
- Neuilly-sur-Seine (59 267)
- Clamart (54 491)
- Gennevilliers (49 410)
- Suresnes (49 104)
- Montrouge (47 657)
- Meudon (46 342)
- Bagneux (43 699)
- Puteaux (43 672)
- Châtillon (36 777)
- Châtenay-Malabry (34 898)
- Malakoff (30 292)
- La Garenne-Colombes (29 932)
- Bois-Colombes (29 765)
- Saint-Cloud (29 727)
- Le Plessis-Robinson (29 228)
- Vanves (28 014)
- Villeneuve-la-Garenne (25 371)
- Fontenay-aux-Roses (24 772)
- Sèvres (22 618)
- Bourg-la-Reine (20 810)
- Sceaux (20 488)
- Chaville (19 991)
- Garches (17 898)
- Ville-d’Avray (10 694)
- Vaucresson (8566)
- Marnes-la-Coquette (1745)